# Емлин Рийс
Емлин Рийс (на английски: Emlyn Rees) е британски писател, автор на бестселъри в жанровете трилър и чиклит.

## Биография и творчество
Емлин Рийс е роден през 1971 г. в Кардиф, Уелс. Учи английски език в Университета в Саутхемптън, след което започва да работи за водещата лондонска литературна агенция „Къртис Браун“.
Започва да пише докато работи като асистент на литературния агент Вивиън Шустър. Първоначално представя първия си ръкопис под псевдоним на шефа на неговата фирма, а след одобрението му се представя под истинското си име. Трилърът му „The Book of Dead Authors“ (Книгата на мъртвите автори), е издаден през 1997 г., а следващият „Undertow“ – през 1999 г.
След първия си роман напуска работа и се посвещава на писателската си кариера. Покрай издаването на първия си роман се среща с колежката си писателката Джоана Рийс. Двамата започват интимна връзка и решават да пишат заедно. По-късно сключват брак и имат 3 дъщери.
Съвместният им чиклит роман „Стръв? Клъв! И в тигана…“ от емблематичната им поредица „Джак и Ейми“ е издаден през 1998 г. Той веднага става бестселър в класацията на „Сънди Таймс“ и е преведен на 26 езика. През 2002 г. романът е екранизиран в телевизионния филм „Come Together“ с участието на Пол Ансдел и Али Бастиан. Двамата съпрузи продължават успешното си сътрудничество с още 6 романа.
Временно се разделят от литературния си тандем през 2007 г. Емлин Рийс се насочва отново към трилъра с поредицата си „Дани Шанклин“. В периода 2013 – 2014 г. те си сътрудничат отново, заедно с илюстраторката Джилиан Джонсън, и пишат 2 пародии на детските книги по произведенията на Майкъл Розен и Хелън Оксънбъри, и Ерик Карл.
Преподавател е по криминална литература в Лондонския университет, редовно участва в обсъждане на произведения и публикации по радиото и онлайн. Той е основател и директор на „Dark & Stormy Crime Book and Film Festival“ чрез компанията си „Unomas Productions Limited“, която създава с Джоана Рийс през 2006 г.
Емлин Рийс живее със семейството си в Брайтън, Англия.

## Произведения

### Самостоятелни романи
- The Book of Dead Authors (1997)
- Undertow (1999)
- The Boy Next Door (2001) – с Джози Лойд
Съседът / Съседката, изд.: ИК „Кръгозор“, София (2001), прев. Корнелия Дарева
- Love Lives (2003) – с Джози Лойд
- We Are Family (2004) – с Джози Лойд
- The Three Day Rule (2005) – с Джози Лойд
- That Summer He Died (2013)

### Серия „Джак и Ейми“ (Jack and Amy) – с Джози Лойд
1. Come Together (1998)
Стръв? Клъв! И в тигана..., изд.: ИК „Кръгозор“, София (2004), прев. Димитрина Перостийска
2. Come Again (1999)
Бум! Ох!!! И в торбата..., изд.: ИК „Кръгозор“, София (2004), прев. Пенка Стефанова
3. The Seven Year Itch (2007)

### Серия „Дани Шанклин“ (Danny Shanklin)
1. Hunted (2011)
2. Wanted (2014)

### Участие в общи серии с други писатели

#### Серия „Бързо четене 2013“ (Quick Reads 2013)
- Hostage (2012)

от серията има още 37 романа от различни автори (за цялата серия)

### Илюстрована литература (пародии на детска литература)
- We're Going On A Bar Hunt (2013) – с Джози Лойд
- The Very Hungover Caterpillar (2014) – с Джози Лойд

### Екранизации
- 2002 Come Together – ТВ филм